# Brunner-Brau-Aktien-Gesellschaft

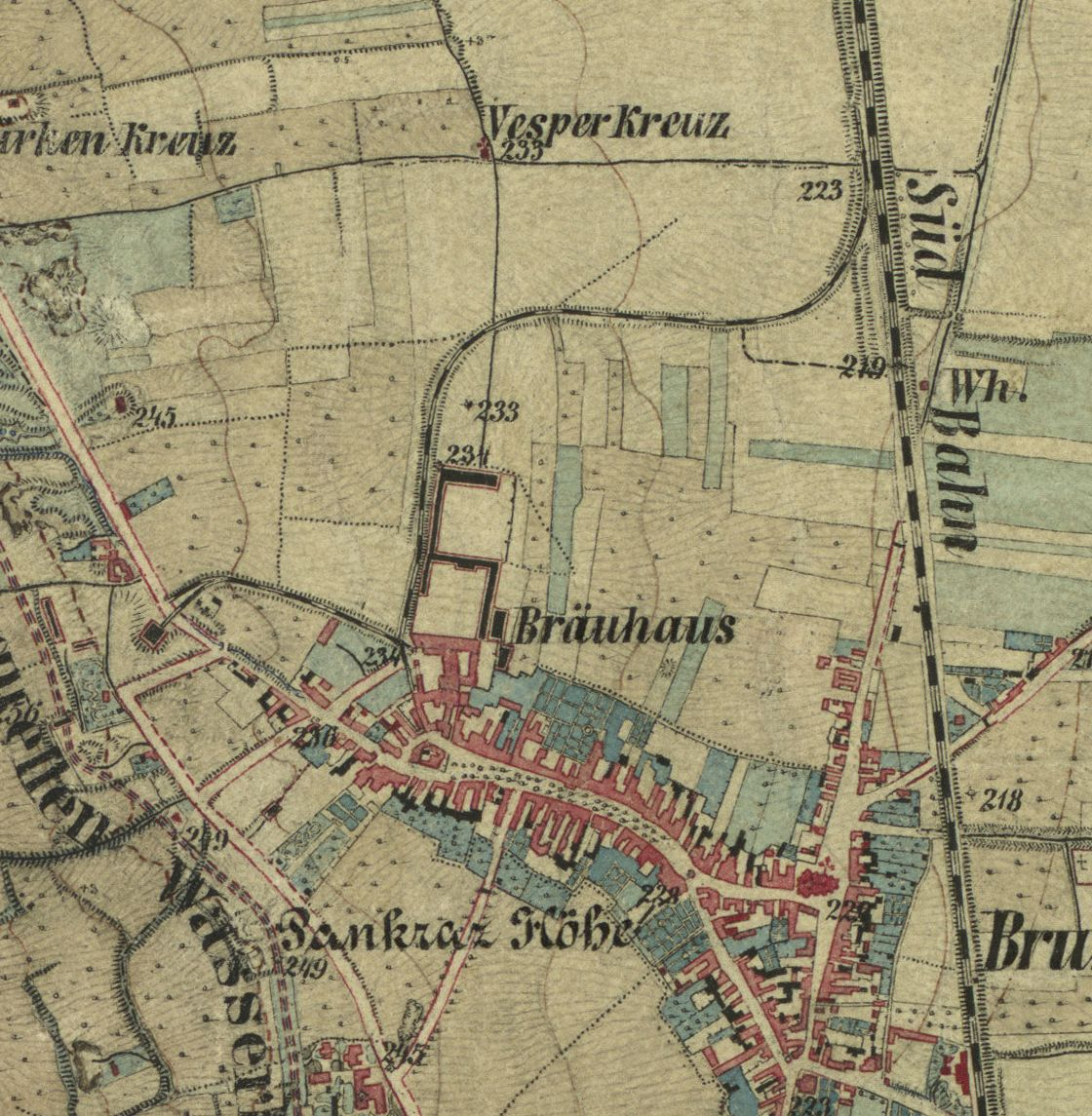
Ausschnitt aus der Karte von 1872

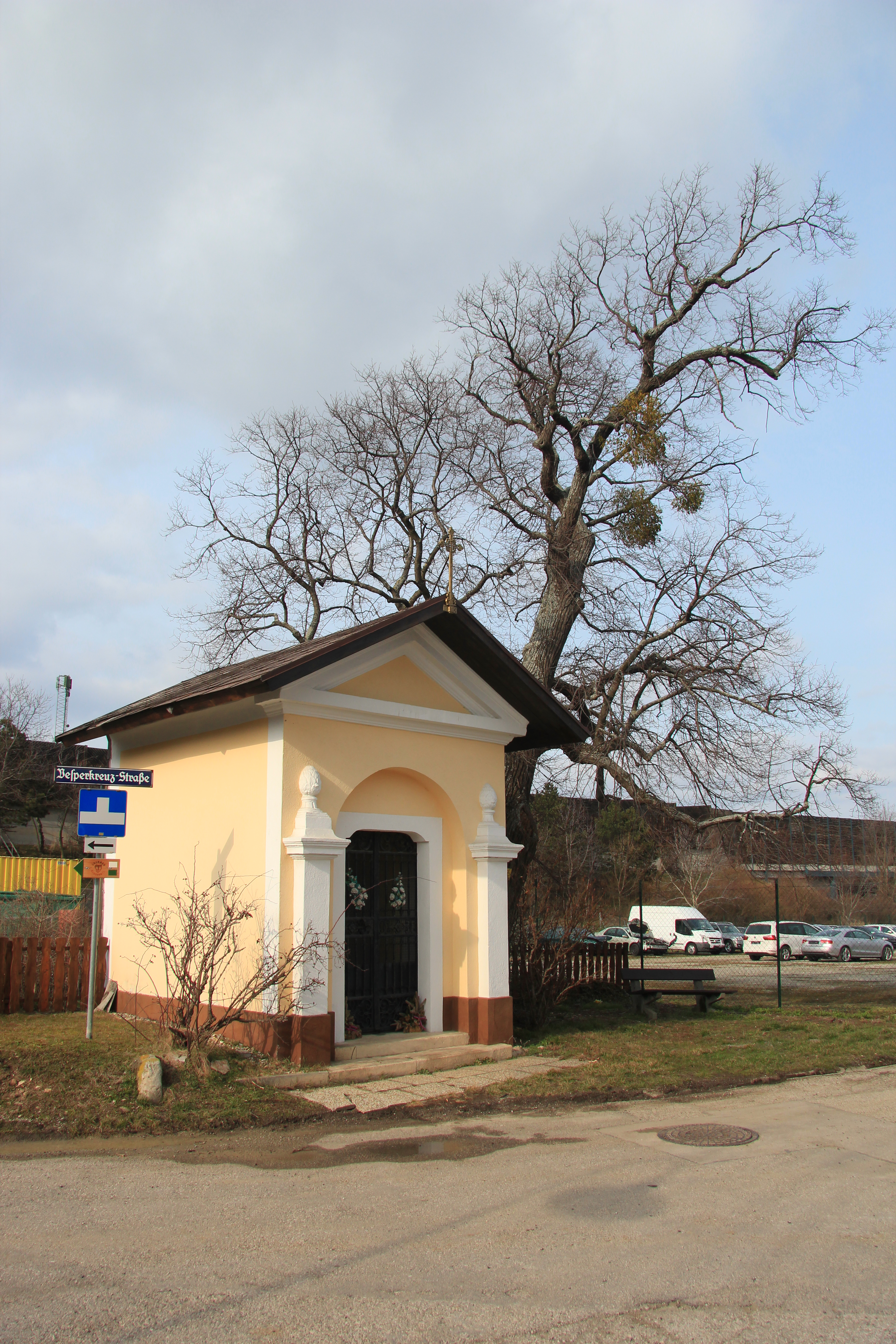
Das unter der Bezeichnung Brauhauskapelle kaum bekannte Vesperkreuz

Die Brunner-Brau-Aktien-Gesellschaft war eine Brauerei in Brunn am Gebirge, die zu einer der größten in Österreich-Ungarn zählte und als erstes Industrieunternehmen in Brunn angesehen werden kann. Heute erinnert nur mehr der Felsenkeller an die Brauerei, sowie einige Straßennamen, wie Brunnerbergstraße, wo die Brunnen der Brauerei lagen oder die Pechhüttenbrunnengasse. Die Vesperkreuzstraße, die an das Vesperkreuz oder die Brauhauskapelle erinnert, liegt nahe dem bereits zugeschütteten Brauhausteich.

## Geschichte
Die Brauerei folgte einer bereits 1790 gegründeten Kleinbrauerei in dem Kemeter- und Sauerhof (heute Gemeindebau Leopold Gattringer-Straße 6). Widerstand leisteten anfänglich die ortsansässigen Weinhauer. Erst mit der Vergabe von Gewerbekonzessionen nach Joseph II. wurden in der Umgebung einige Brauereien gegründet. So bei der Austria-Brauerei in Wiener Neudorf, in Schellenhof (heute in Wien-Liesing, Ketzergasse 123), Mödling oder Perchtoldsdorf.
Welche Bedeutung das Brauwesen in der Region Mödling hatte, zeigt auch, dass im Rahmen des  Francisco Josephinums in Mödling die erste Brauerschule Österreichs gegründet wurde.
1816/1817 entstand eine Brauerei, wo als Gründer Patek angeführt wird und schon 1817 in den Besitz einer Commanditgesellschaft „Brunner Brau-Unternehmen“, übergeht. Im Franziszeischen Kataster 1818, Mappe Nr. 139 Haus C 47 wird ein Johann Welponer (Wellponer) als Bräuer verzeichnet.
Diese kleine Brauerei für den örtlichen Bedarf wurde 1847 unter dem Vorstand des Wiener Eisenhändlers und Wiener Gemeinderates Anton Paul Lechner zur Brunner Brauhaus-Unternehmungs-Aktiengesellschaft erweitert. Dieser Ausbau kann auch im Licht des Baues der Südbahn durch Brunn, der hier 1841 erfolgte, gesehen werden. In den Folgejahren dürfte die Brauerei stark ausgebaut worden sein und so ihre Bedeutung in Österreich-Ungarn erlangt haben. 1865 und 1866 wurde das Sudhaus mit Maschinenantrieb neu gebaut, sowie die Kühl- und Lagerräume erweitert, so dass jährlich bis zu 200.000 hl produziert werden konnten. Auf einem Areal von 19 ha waren 200 Mitarbeiter beschäftigt. Unter Actiengesellschaft der Brunner Brauerei firmiert das Unternehmen 1872.
Bierdepots der Brauerei bestanden in Mödling, Baden, Wiener Neustadt, Neunkirchen, Gloggnitz, Hainburg, Neusiedl am See und Preßburg. In Wien befanden sie sich in Brigittenau, Favoriten, Meidling und Währing.
Da der Transport in die verschiedenen Konsumptionsorte wie Ödenburg, Raab oder Tyrnau mit der Bahn erfolgte, hatte die Bahn auch ein eigenes Anschlussgleis, dass bis zum Felsenkeller führte.
Das Eisdepot befand sich im Felsenkeller, wohin das Eis mit Fuhrwerken aus den nahegelegenen Teichen gebracht wurde. Eines der vornehmsten Gasthäuser in Mödling, wo sich bis zu 52 Gasthäuser befanden, war der Brunner Brauhof in der Hauptstraße 1. Später befand sich an dieser Stelle die Bezirkshauptmannschaft und heute ein Büro- und Geschäftsgebäude.
1920 bis etwa 1928 bestand im Betrieb die Betriebsfeuerwehr Brauhaus Brunn am Gebirge, die aber nicht zum Bezirksfeuerwehrverband Mödling gehörte und daher von der Freiwillige Feuerwehr Brunn am Gebirge unabhängig arbeitete.
1928/29 war das letzte Geschäftsjahr der Brunner Brauerei. Mit Fusionsvertrag vom 22. Juli 1930 wurde sie mit der Österreichischen Brau AG (Liesing) vereinigt.

## Produktionszahlen

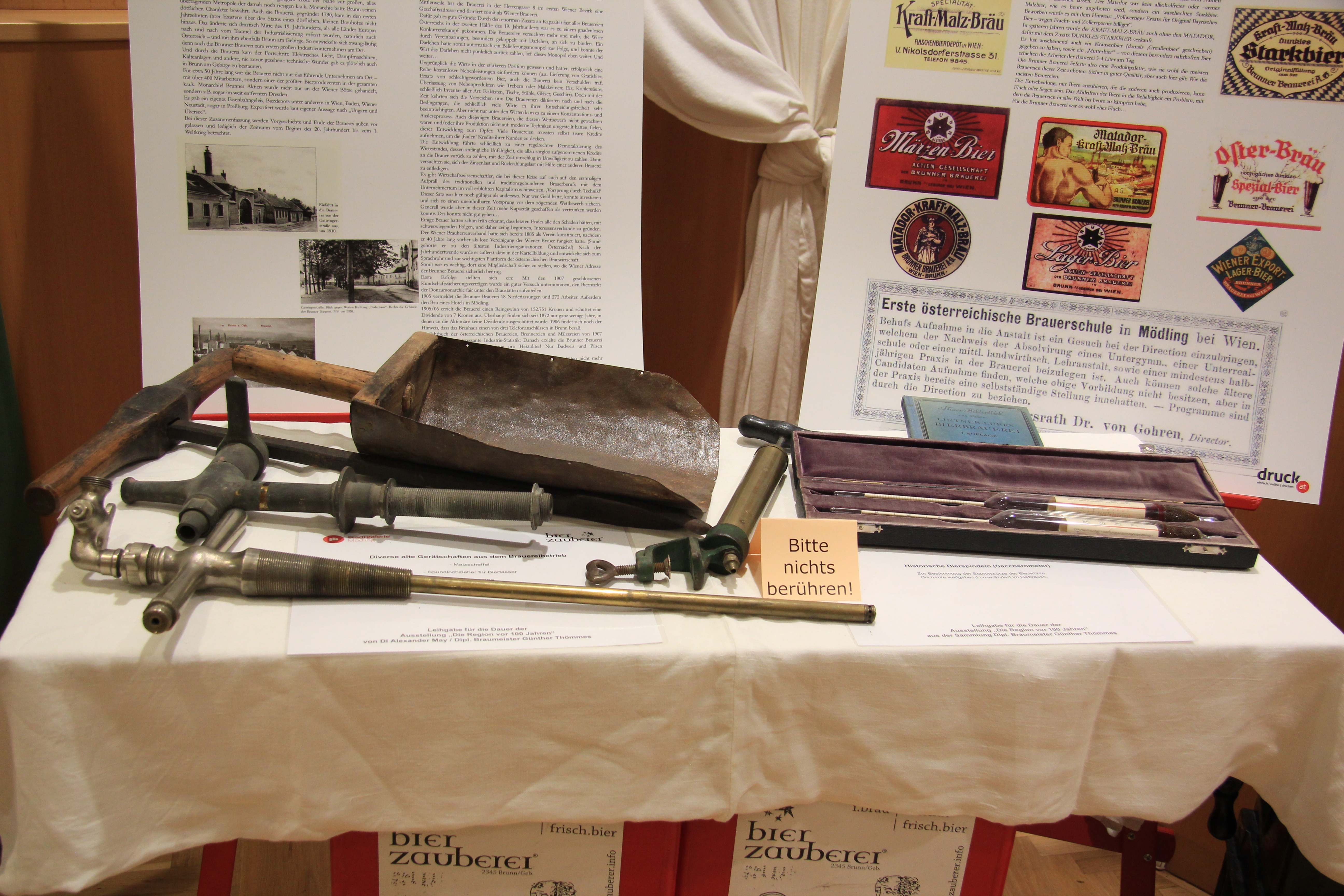
Ausstellungsstücke der ehemaligen Brauerei im Gewerbehaus Mödling im Rahmen einer Ausstellung über 1914

| Jahr      | Hektoliter |
| --------- | ---------- |
| 1874      | 183.914    |
| 1875      | 140.443    |
| 1876      | 125.375    |
| 1877      | 155.925    |
| 1878      | 110.375    |
| 1928/1929 | 73.551     |